# Resolução 129 do Conselho de Segurança das Nações Unidas
Resolução 129 do Conselho de Segurança das Nações Unidas, foi aprovada em 7 de agosto de 1958, após uma sessão especial de emergência da Assembleia Geral. A resolução afirma que este foi o resultado da falta de unanimidade dos seus membros permanentes nas reuniões 834 e 837 do Conselho, que o impediam de exercer a sua responsabilidade primária pela manutenção da paz e a segurança internacional.
Foi aprovada por unanimidade.